# Santini SMS

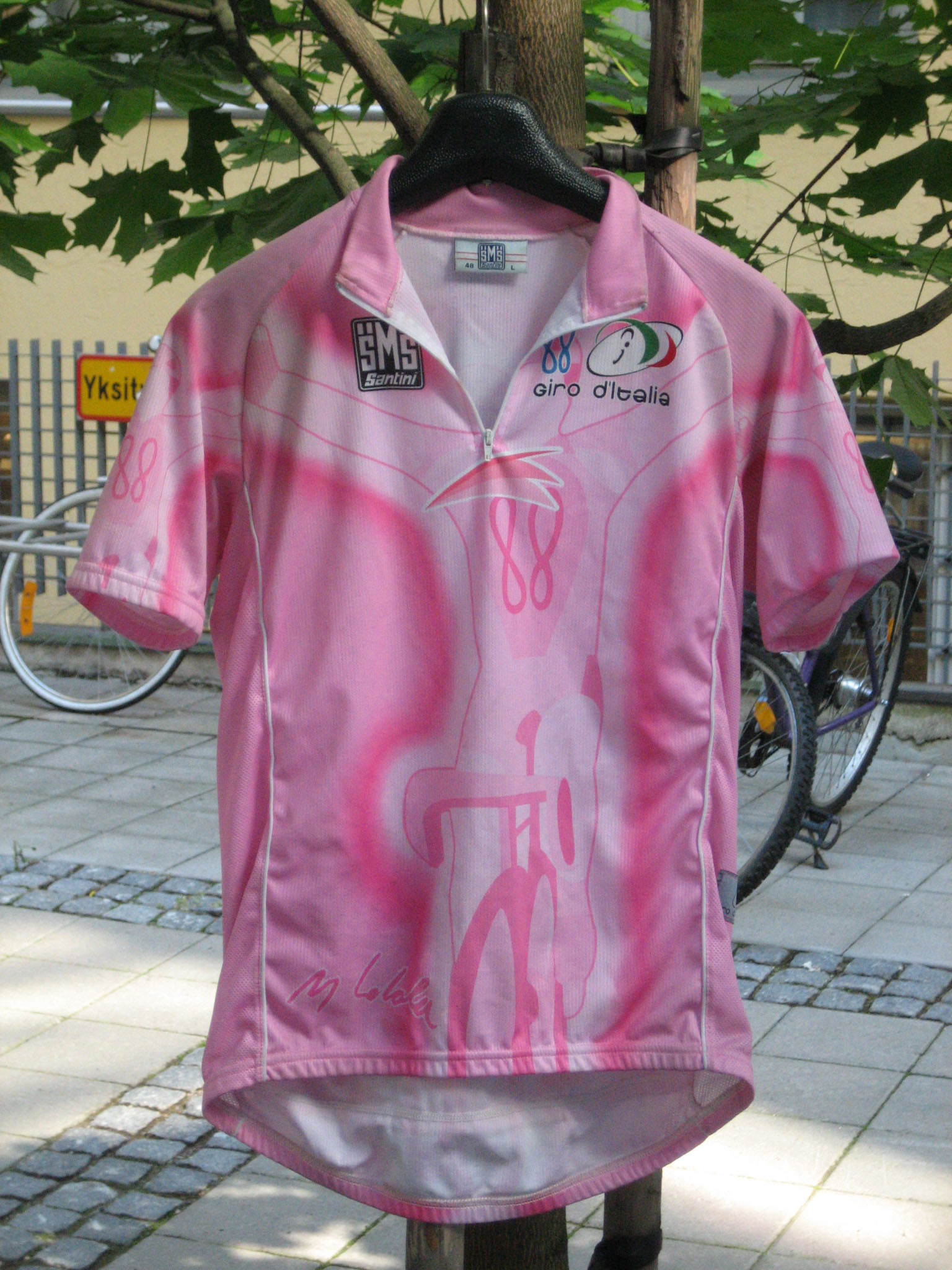
Roze trui, geleverd door Santini SMS

Santini SMS is een merk van wielerkledij van het Italiaanse bedrijf Santini Maglificio Sportivo. Dit bedrijf werd in 1965 opgericht door Pietro Santini. Het is gevestigd in Lallio.
Santini SMS is of was de kledingsponsor van een aantal professionele wielerploegen, waaronder La Vie Claire, Mercatone Uno, Acqua & Sapone, Selle Italia, Lampre-Fondital en Lampre-NGC, Katjoesja, Diquigiovanni-Androni Giocattoli, GreenEdge, Vacansoleil-DCM, Team Belkin en ook van het Australische en Ierse nationale team. Het levert ook sedert 1993 de roze trui in de Giro d'Italia en de leiderstruien in rittenwedstrijden zoals de Tour Down Under en het Critérium du Dauphiné. Santini is bovendien een sponsor van de UCI en van de wereldkampioenschappen wielrennen. De regenboogtrui die de wereldkampioen op het podium aantrekt is afkomstig van Santini SMS. Santini is ook de officiële leverancier van de leiderstruien in de UCI ProTour en de wereldbeker veldrijden. Het contract met de UCI begon in 1994 en liep tot 2012. Het werd daarna met twee jaar verlengd.

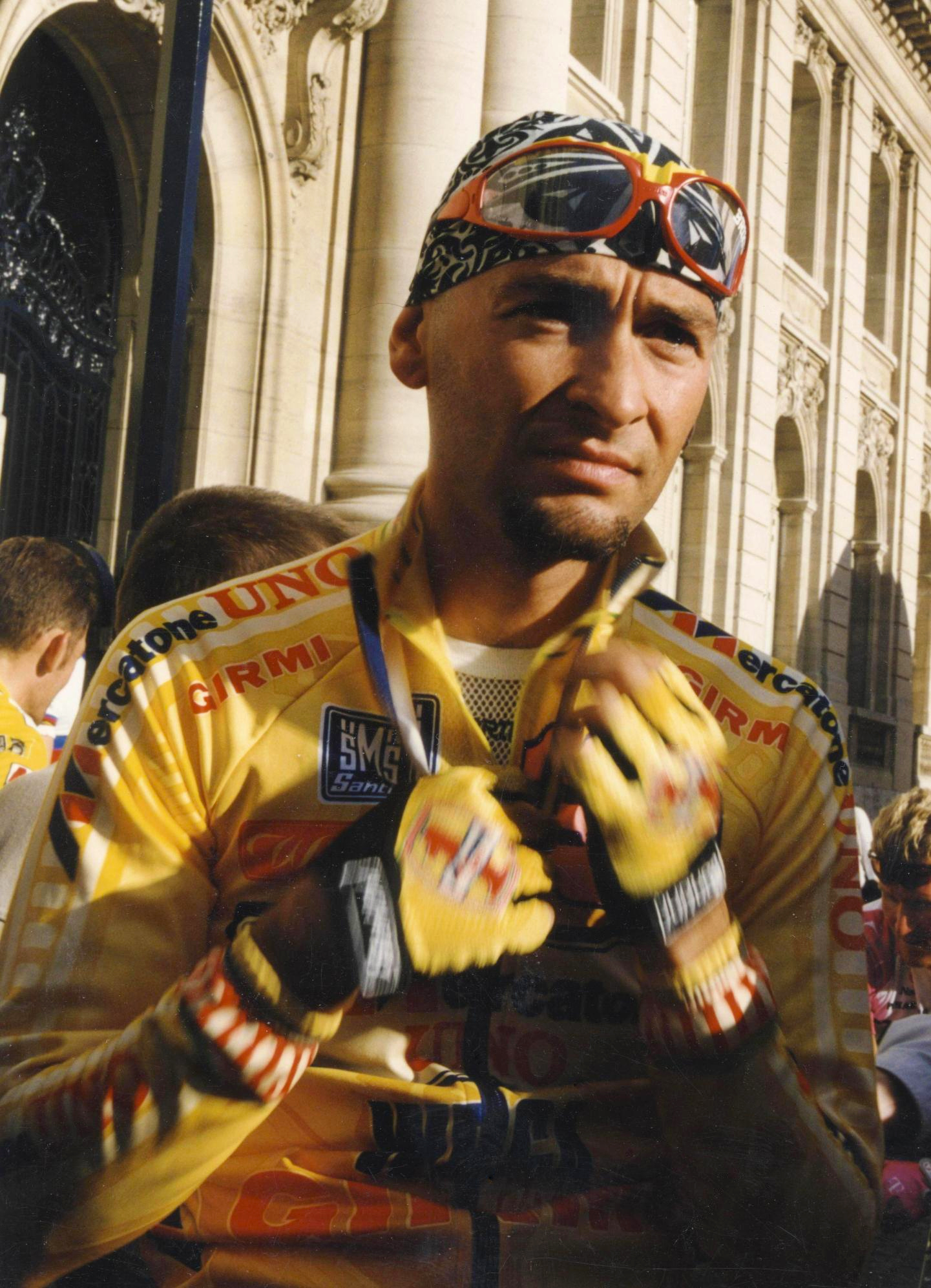
Marco Pantani, Mercatone Uno
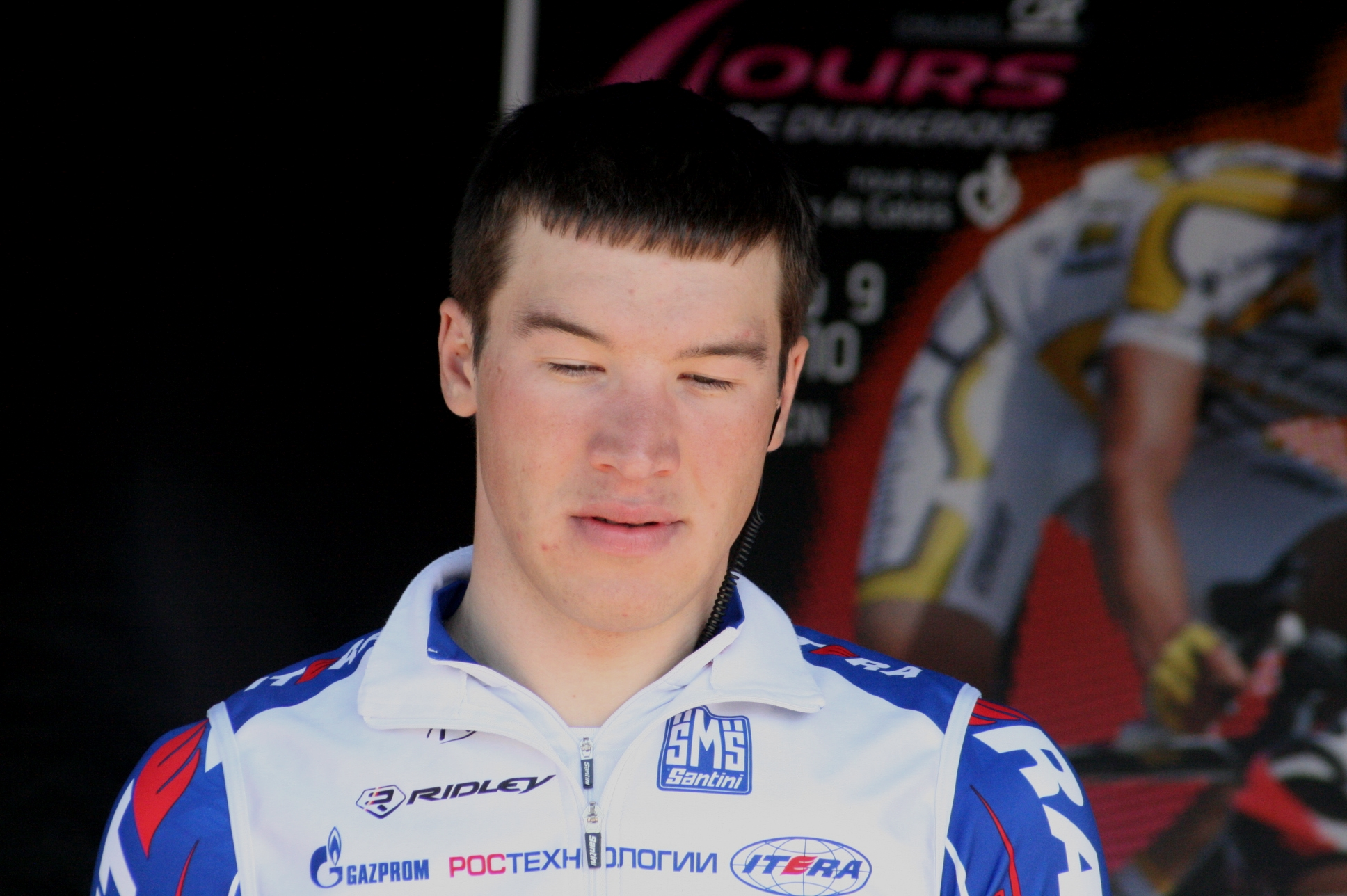
Denis Galimzjanov, Katjoesja
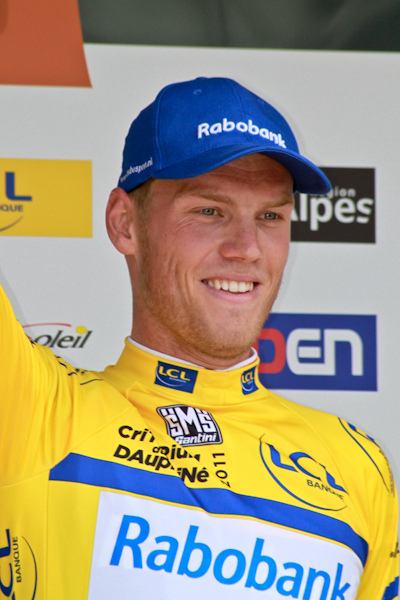
Lars Boom als leider in het criterium du Dauphiné
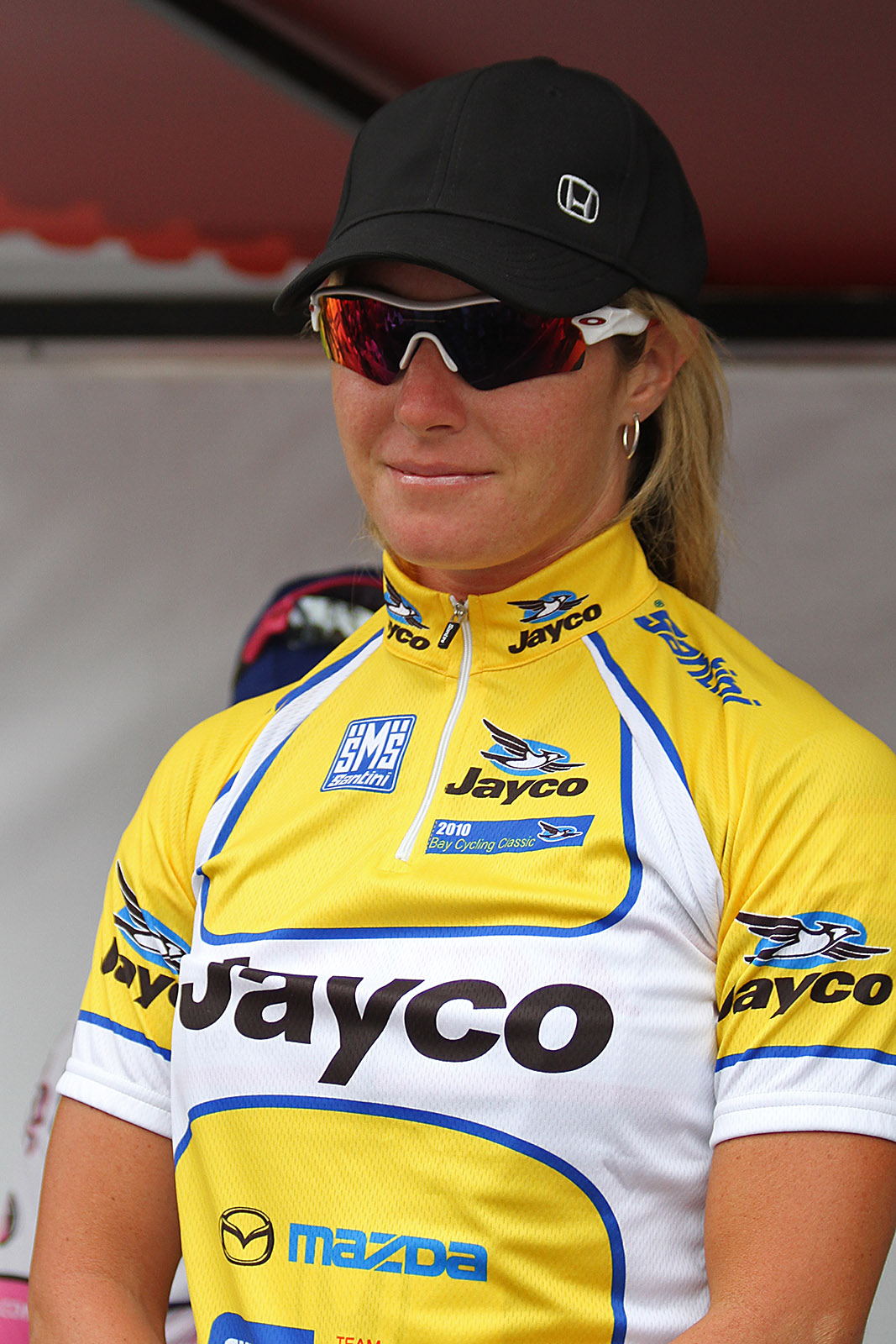
Rochelle Gilmore, leidster in de Jayco Bay Cycling Classic
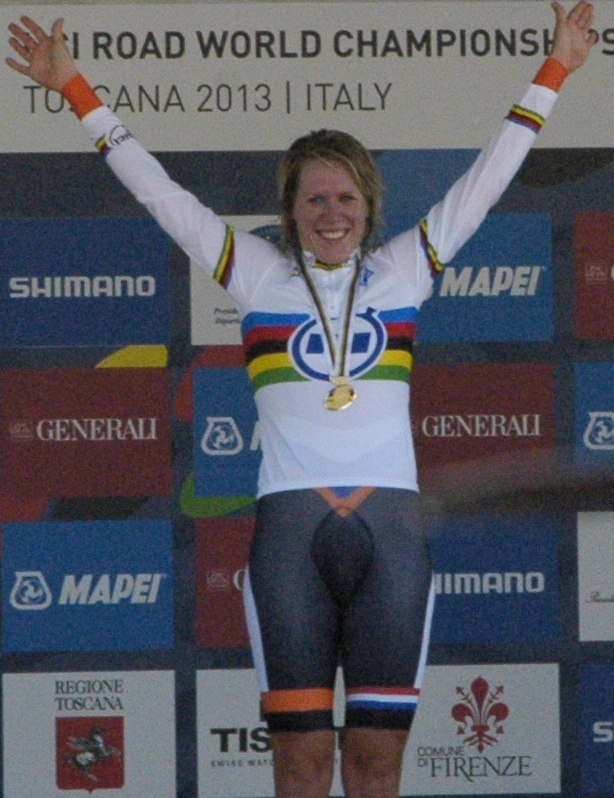
Ellen van Dijk in de regenboogtrui